# Toribio Aquino
Daniel Toribio Aquino Antúnez (né le 9 juin 1965 à Chajarí en Argentine) est un footballeur argentin qui évoluait au poste d'attaquant, avant de devenir ensuite entraîneur.

## Biographie

### Carrière de joueur
Toribio Aquino joue en Argentine et en Espagne.
Il termine meilleur buteur de la deuxième division argentine en 1989, inscrivant 24 buts avec le CA Banfield. Le bilan de sa carrière en Argentine s'élève à neuf buts en première division et 35 buts en deuxième division.
Lors de son passage en Espagne, il joue notamment 90 matchs en première division, inscrivant 24 buts, et 203 matchs en deuxième division, marquant 94 buts. Il inscrit 19 buts en deuxième division lors de la saison 1992-1993, puis 26 buts dans ce même championnat en 1993-1994, ce qui fait de lui, à deux reprises, le meilleur buteur du championnat.

## Palmarès
Banfield
- Championnat d'Argentine D2 :
  - Meilleur buteur : 1988-89 (24 buts).

 CP Mérida
- Championnat d'Espagne de deuxième division :
  - Meilleur buteur : 1992-93 (19 buts).

 Real Betis
- Championnat d'Espagne de deuxième division :
  - Meilleur buteur : 1993-94 (26 buts).